# Río Taff
No confundir con el ríor Tâf, otro río cercano galés que también desagua en el canal de Bristol.
El río Taff (en galés: Afon Taf) es un corto río costero del Reino Unido de la vertiente del canal de Bristol, que discurre íntegramente por el sur de Gales. 
Nace en el macizo de los Brecon Beacons y desemboca en el canal de Bristol, en los alrededores de la capital galesa, Cardiff (en su tiempo uno de los mayores puertos exportadores de carbón).
Entre los peces encontrados en el Taff destacan las especies migratorias como el salmón.
- Datos: Q19700
- Multimedia: River Taff / Q19700